# Salomon Garf
Salomon Garf (Amsterdam, 6 december 1879 – Auschwitz, 27 augustus 1943) was een Nederlandse schilder, tekenaar en graficus.

## Leven en werk
Garf was een zoon van Emanuel Garf en Sophia Kok. Hij stamt uit een familie van joodse diamanthandelaars, Garf koos echter voor een kunstzinnige richting. Hij werd achtereenvolgens opgeleid aan het Instituut voor Kunstnijverheidsonderwijs (1892-1895), de Rijksnormaalschool voor Kunstnijverheid (1895-1899) en de Rijksakademie van beeldende kunsten (tot 1905) in Amsterdam. Hij heeft les gehad van onder anderen August Allebé, Carel Dake en Nicolaas van der Waay. Hij verhuisde in 1905 naar Laren, waar een kunstenaarsgemeenschap was gevestigd, en trouwde in 1907 met Cosette Eva Baszanger (1882-1922).
Hij dong in 1904 met zijn doek De profeet Elisa wekte de zoon van de Sunamitische vrouw uit de dood op mee naar de Prix de Rome, de prijs ging echter naar Jan Sluijters. In 1914 won hij wel de Willink van Collenprijs voor een schilderij van zijn atelier, hij verhuisde in dat jaar met zijn vrouw en zoon terug naar Amsterdam. In zijn Larense periode schilderde Garf veel boereninterieurs en stillevens, terug in Amsterdam schilderde hij vooral elegante vrouwen in interieurs en werd hij meer portretschilder. Hij was lid van Arti et Amicitiae en de kunstenaarsvereniging Sint Lucas. In 1933 won hij de gouden Arti-medaille.
Garf was vanaf 1938 bestuurslid van Arti, maar werd in 1941 op last van de Duitsers uitgeschreven. Hij was actief in het verzet en vervalste persoonsbewijzen. Hij werd secretaris van de aankoopcommissie van de "Van Leer Stichting", die joodse kunstenaars tijdens de bezetting steunde. Op 6 augustus 1943 werd hij in Amsterdam gepakt en via Kamp Westerbork op transport gesteld naar Auschwitz, waar hij werd omgebracht.

## Werken
Werken van Garf bevinden zich onder andere in de collecties van het Joods Historisch Museum, het Drents Museum en het Rijksmuseum Amsterdam.

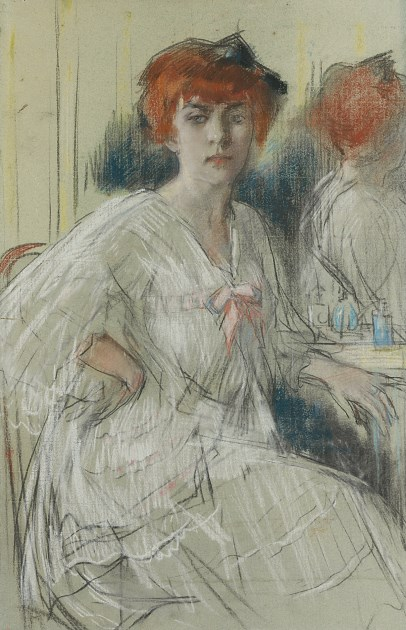
Jonge vrouw voor haar kaptafel
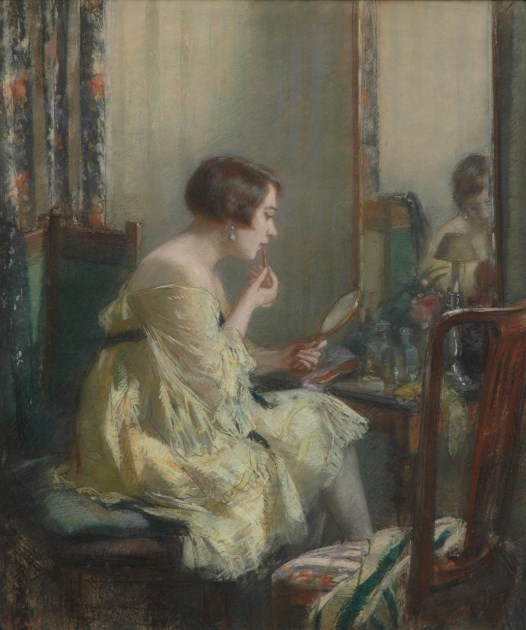
Toilet maken
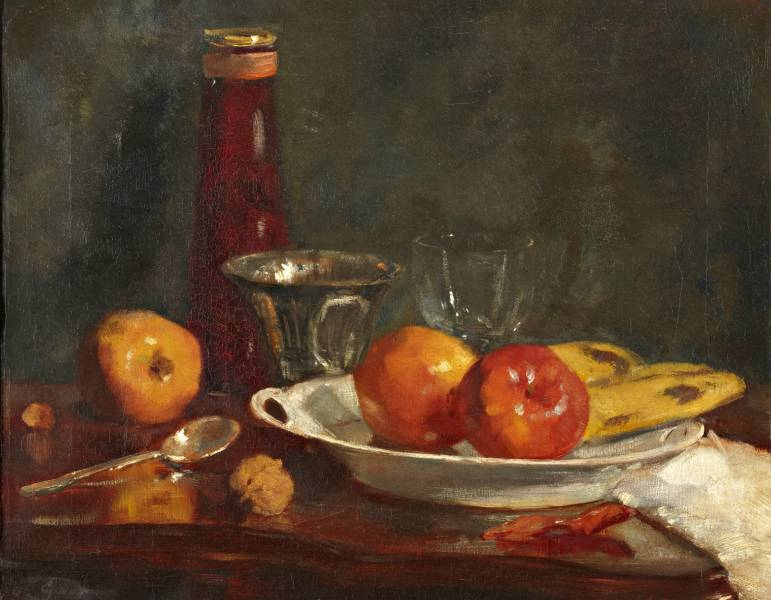
Stilleven met glazen en fruit op een witte schotel
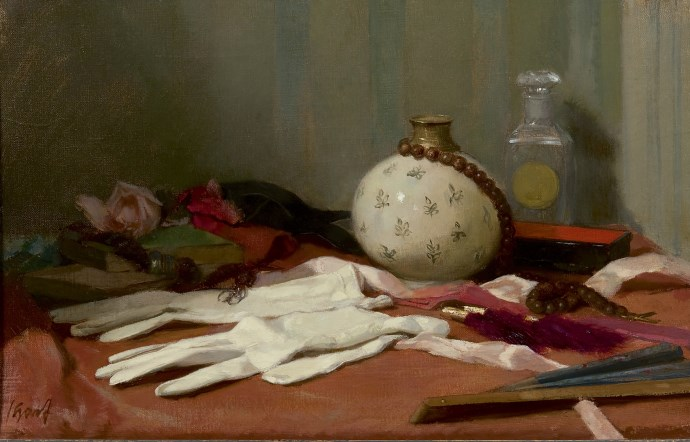
Stilleven met witte handschoenen, vaasje en waaier